# John Bugeja
John Bugeja (* 1. Dezember 1932 in San Ġiljan; † 2. Oktober 1999) war ein maltesischer Radrennfahrer.

## Sportliche Laufbahn
Bugeja war Straßenradsportler und Teilnehmer der Olympischen Sommerspiele 1960 in Rom. Im olympischen Straßenrennen schied er aus. Im Mannschaftszeitfahren belegte Malta mit John Bugeja, Paul Camilleri und Joseph Polidano den 29. und damit vorletzten Platz. Über sein weiteres Leben und seine sportlichen Erfolge ist nichts bekannt.